# Tasböget
Tasböget (ros. Tasbugiet) – osiedle typu miejskiego w Kazachstanie; w obwodzie kyzyłordyńskim; 16 700 mieszkańców (2006). Rozwinął się tu przemysł spożywczy.